# Droździęcin
Droździęcin – wieś w Polsce, położona w województwie dolnośląskim, w powiecie oleśnickim, w gminie Twardogóra.
W latach 1975–1998 wieś administracyjnie należała do województwa wrocławskiego.

## Nazwa
Spis geograficzno-topograficzny miejscowości leżących w Prusach z 1835 roku, którego autorem jest J.E. Muller notuje polską nazwę miejscowości Drosdenczin oraz zgermanizowaną nazwę - Drostenschin.
| SIMC    | Nazwa    | Rodzaj         |
| ------- | -------- | -------------- |
| 0881874 | Będzin   | przysiółek wsi |
| 0881880 | Grabek   | przysiółek wsi |
| 0881897 | Pajęczak | przysiółek wsi |

## Demografia
Według Narodowego Spisu Powszechnego (III 2011 r.) liczył 68 mieszkańców. Jest najmniejszą miejscowością gminy Twardogóra.